# Radar RD6
Pour les articles homonymes, voir RD6.
Le Radar RD6 (chinois : 雷达RD6 ; pinyin : Léidá RD6) est un modèle de pick-up moyen électrique produit par le constructeur automobile chinois Geely sous la marque Radar Auto.

## Aperçu
Le lancement sur le marché automobile chinois du RD6 a eu lieu le 9 septembre. La première version à être lancée est le modèle à propulsion arrière avec 272 ch et 200 kW, avec une accélération de 0 à 100 km/h inférieure à six secondes.
Le RD6 est disponible en configurations à un ou deux moteurs. Auparavant, il a été signalé qu'il aurait une portée allant jusqu'à 600 km selon la configuration de la batterie, avec des sorties de puissance comprises entre 203 ch et 149 kW et près de 406 ch et 298 kW . L'autonomie pourrait atteindre 600 km basé sur le CLTC chinois.